# Naissance en 1266
Naissance
- 1262
- 1263
- 1264
- 1265
- 1266
- 1267
- 1268
- 1269
- 1270

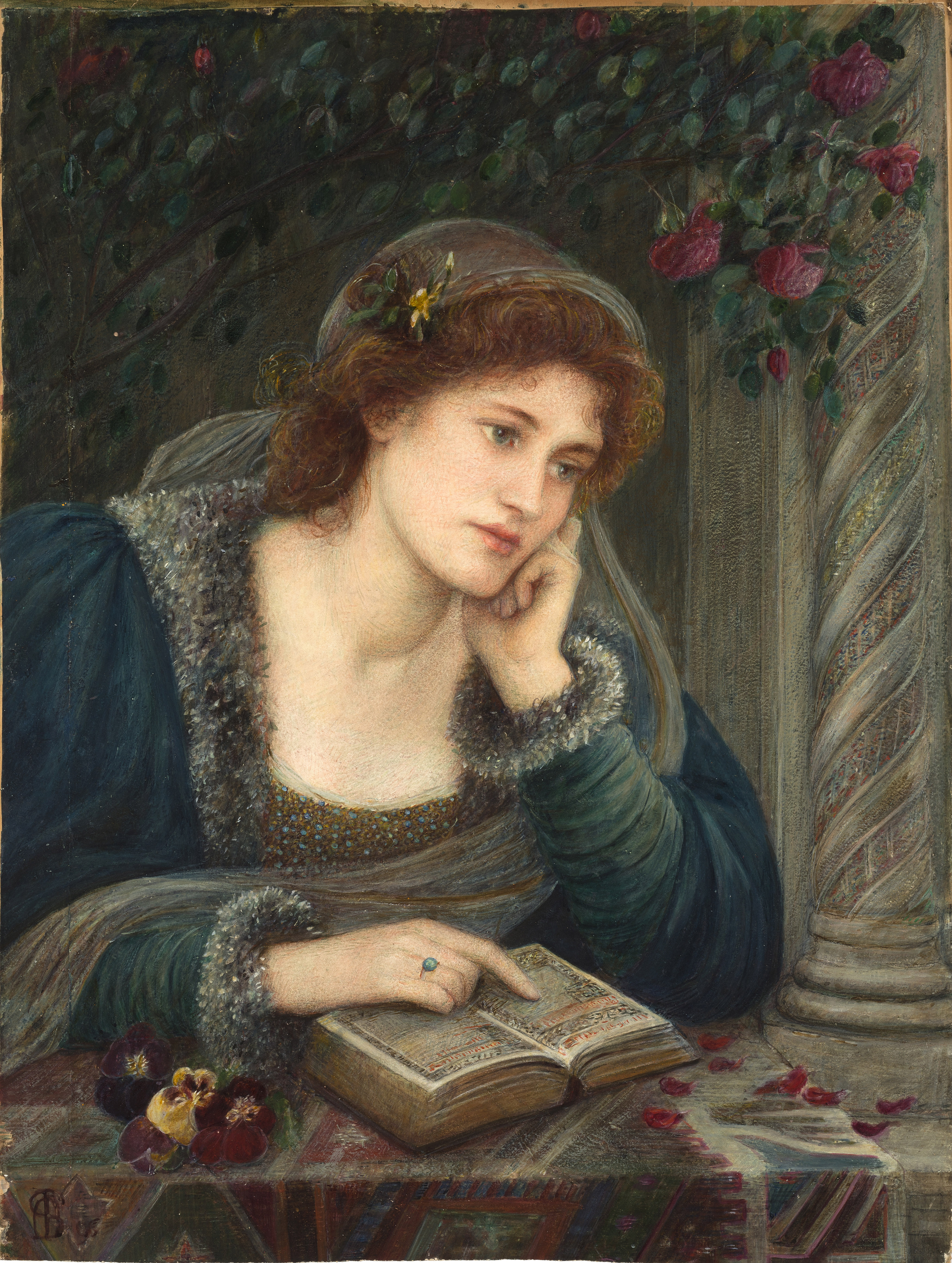
Beatrice Portinari, née en 1266.

Cette page dresse une liste de personnalités nées au cours de l'année 1266 :
- Hermann VII de Bade-Bade, co-margrave de Bade-Bade et comte d'Eberstein.
- Héthoum II d'Arménie, roi d'Arménie.
- Beatrice Portinari, de son vrai nom Bice di Folco Portinari, personnage littéraire de Dante Alighieri, qui apparaît dans plusieurs œuvres, dont la Divine Comédie.

date incertaine (vers 1266)
- Othon II de Brunswick-Lunebourg, dit le Sévère (der Strenge), est duc de Brunswick-Lunebourg et prince de Lunebourg.
- Constance de Portugal, ou Constance de Bourgogne et Castille ou Constance Alfonso de Portugal, infante portugaise.
- Edwige de Kalisz, reine consort de Pologne.
- Yūki Munehiro, militaire japonais de l'époque de Kamakura, défenseur de la Cour du Sud durant l'époque Nanboku-chō.
- Jean Duns Scot (mort en 1308), logicien, théologien et philosophe écossais.
- Zhou Daguan, ou Tcheou Ta-Kouan, Chou Ta-kuan, diplomate chinois du temps de l'empereur Témur Khan (Chengzong).